# Legiunea Auraria Gemina

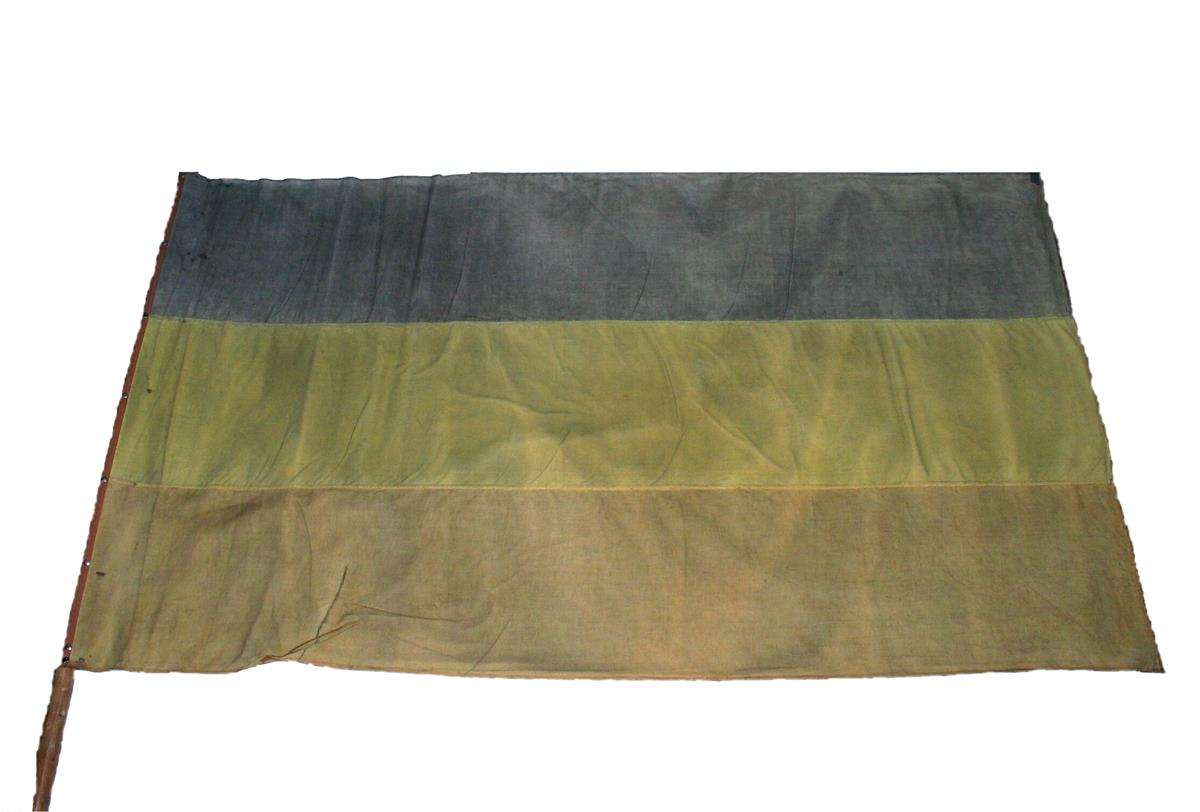
Steagul unei formațiuni revoluționare conduse de Avram Iancu

Legiunea „Auraria Gemina” este una dintre cele cincisprezece legiuni românești organizate între 1848-1849, după modelul roman, pentru a lupta împotriva trupelor maghiare din Transilvania, condusă de Avram Iancu care avea pe atunci rangul de prefect, echivalent cu cel al unui general de armată. Legiunile erau puse sub comanda prefecților și viceprefecților, ale centurionilor (căpitani, conduceau 100 oameni) și decurionilor (caporali, comandanți de pluton) din cele 15 legiuni ale armatei populare a românilor, denumită Landsturm de austrieci.
Prefectura de pe raza căreia erau recrutați luptătorii legiunii era pe atunci împărțită în două viceprefecturi care, la rândul lor, erau împărțite fiecare în câte patru tribunate.
Avram Iancu a înființat Legiunea Auraria Gemina în Țara Moților, la 19 octombrie 1848, după ce a fost numit de către Comitetul Român de Pacificațiune de la Sibiu în rangul de „prefect”, iar Ioan Bălaș și Ioan Constantin Boeriu viceprefecți. Baza juridică a organizării acestui „Landsturm” românesc a fost constituită din punctul 10 al Petiției Naționale adoptate de Marea Adunare Națională de la Blaj din 3/15 mai 1848, care „cere înarmarea poporului sau gardă națională spre apărarea țărei în lăuntru și din afară. Miliția română să-și aibă ofițerii săi români”. La 17 octombrie 1848 înarmarea românilor a fost confirmată de comandamentul militar austriac de la Sibiu. Primele tabere de instrucție ale Legiunii Auraria Gemina, numite în epocă și lagăre (loagăre de către țăranii români) au fost înființate la Câmpeni, Bistra, Bucium și Măgina și au fost mobilizate la 19 octombrie 1848. Prefectul Avram Iancu era ajutat de viceprefecții Ioan Balaș, Simion Prodan, Ioan Constantin. În decembrie 1848 legiunea era alcătuită din 8 tribunate: Alba Iulia, Presaca, Ampoița, Țelna, Cricău, Galda, Aiud, Rimetea și Măgina.
Între cele 15 legiuni s-au distins în lupte: Legiunea Auraria Gemina condusă de prefectul Avram Iancu, Legiunea I Blăjana a prefectului Axente Sever, Legiunea Auraria și Saline de Turda (zisă și Legiunea Arieșului) sub comanda prefectului Simion Balint și Legiunea Crișana de Zarand având prefect pe Ioan Buteanu.
Cartierul general al prefectului Legiunii Auraria-Gemina, Avram Iancu, era instalat în clădirea în care funcționează în prezent Muzeul Avram Iancu din localitatea Câmpeni, județul Alba.
Avram Iancu a condus această mare unitate militară de la înființare, la 2 septembrie 1848, până în toamna anului 1849, după ce a fost înăbușită Revoluția Maghiară din 1848 și armata maghiară s-a predat trupelor țariste și austriece.

## Motivele înființării legiunilor
Programul revoluționar adoptat în urma celei de-a treia adunări a românilor de la Blaj, din septembrie 1848, cuprindea: schimbarea așezămintelor sociale și politice din Transilvania prin recunoașterea națiunii române și reprezentarea ei proporțională în toate verigile de conducere, respectarea autonomiei Transilvaniei, constituirea unui guvern reprezentativ, respingerea uniunii silite cu Ungaria, acceptarea constituției liberale austriece din 25 aprilie 1848.

## Drapelul de luptă al lui Avram Iancu
Drapelul de luptă al lui Avram Iancu se află în custodia Muzeului Memorial din comuna Avram Iancu. Steagul, cu dimensiunile de 1 x 0,75 metri este Tricolorul așezat pe orizontală, cu culoarea roșie în partea inferioară. Hampa sa era în culorile naționale maghiare, roșu-alb-verde, pentru că era captură de război, fiind luată de la trupele ungare într-una din luptele date împotriva maiorului Hatvani la Abrud în primăvara anului 1849.
Drapelul a fost restaurat de către Muzeul Național al Unirii din Alba Iulia, în perioada iulie-august 2013, și adus și redepus aici, o dată cu inaugurarea Complexului Muzeal „Avram Iancu”, din data de 1 septembrie 2013.

## Sigiliul prefecturii Auraria Gemina

Avram Iancu a comandat un sigiliu pentru legiunea sa în vederea oficializării corespondenței, asigurării originalității și siguranței actelor emise. Negativul acestui sigiliu s-a păstrat pe o foaie de hârtie aflată acum în colecția Muzeului Național al Unirii din Alba Iulia și pe un negativ, foarte șters, în ceară roșie pe o scrisoare a lui Avram Iancu către Administrația comitatului Alba Inferioară în legătură cu problemele din Munții Apuseni din 1849, document ce se află la Arhivele Statului Filiala Alba Iulia. Sigiliul a fost confecționat din fier pentru a fi imprimat în ceară pe documente. Are o formă ovală cu dimensiunile de 3,5 cm/2,5 cm reprezentând un brad ce-și desfășoară o coroană formată din șase rânduri de crengi și stă pe două postamente. Marginile sigiliului sunt marcate cu un chenar linear, însoțit în interior de altul perlat, asemănător cu cele de pe monede. Poartă inscripția cu litere latine: Sigiliu Prefecturei Auraria Gemina.